# Земной апокалипсис
«Земной апокалипсис» (англ. AE: Apocalypse Earth) — американский фантастический боевик 2013 года, студии-продюсера The Asylum и режиссера Тандера Левина, мокбастер фильмов После нашей эры и Обливион. Главные роли исполняли Эдриан Пол и Ричард Греко. Выпущен для домашнего показа 28 марта 2013 года.

## Сюжет
Фильм начинается со сцены битвы и отступления, как космические корабли-«ковчеги» загружаются гражданскими лицами для пересадки в другие миры. Лейтенант Фрэнк Баум является одним из офицеров, отвечающих за надзор по загрузке транспорта. За бомбардировки земных городов инопланетными агрессорами и беспорядки на Земле испуганных людей, которых он и несколько его товарищей затолкали в корабль, они удаляются от Земли вместе с обычными эвакуированными. Однако катастрофа неизбежна. Группа беженцев осуществляет посадку на планете, населенной безжалостными пришельцами, и борется за свое выживание.

## Роли
- Эдриан Пол — лейтенант Фрэнк Баум
- Ричард Греко — капитан Сэм Кроу
- Родригес Бали — Ли
- Грей Хокс — Тим

## Производство
AE: Apocalypse Earth был снят в Коста-Рике.

## Критика
На сайте IMDb рейтинг фильма составляет 3,2 из 10. Скотт Фой из Dread Central оценил фильм на 3 из 5 звезд и назвал его «действительно приличным старомодным научно-фантастическим приключением, которое действительно могло бы быть чем-то неземным, если бы не его скудный бюджет, удерживающий его на земле».